# میانگین هرونی
در ریاضیات، میانگین هرونی (به انگلیسی: Heronian mean) دو عدد حقیقی غیر منفی A و B با فرمول زیر به دست می‌آید.
{\displaystyle H={\frac {1}{3}}\left(A+{\sqrt {AB}}+B\right).}
این میانگین به افتخار ریاضیدان یونانی هرون اسکندرانی نامگذاری شده است.

## ویژگی‌ها
درست مانند همه میانگین ها، میانگین هرونی متقارن است (به ترتیب ارائه دو آرگومان بستگی ندارد) و ناتوان است.(میانگین هر عددی با خودش همان عدد است).
میانگین هرونی اعداد A و B میانگین وزنی میانگین های حسابی و هندسی آنهاست:
{\displaystyle H={\frac {2}{3}}\cdot {\frac {A+B}{2}}+{\frac {1}{3}}\cdot {\sqrt {AB}}.}
در نتیجه این میانگین، بین این دو میانگین (حسابی و هندسی) و بین دو عدد داده شده (A و B) قرار دارد.